# 颜正华
颜正华（1920年2月27日—2025年6月7日），原名绍棠，字秀峰，男，江苏丹阳人，中国中医学家、中药学专家，北京中医药大学主任医师、教授，首届国医大师。